# Ilmviadukt (Stadtilm)
Das Ilmviadukt (oder Viadukt Stadtilm oder Ilmtalviadukt) ist eine eingleisige Eisenbahnbrücke der Bahnstrecke Arnstadt–Saalfeld zwischen den Streckenkilometern 15,064 und 15,264. Es überspannt die Ilm und die Bundesstraße 87 im thüringischen Stadtilm.
Am 1. Mai 1888 beschloss das preußische Abgeordnetenhaus den Bau der Bahnstrecke Arnstadt–Saalfeld. Die Grundsteinlegung des Viadukts erfolgte am 3. Dezember 1891. Die Firma Mestwarb & Greiner aus Hannover erhielt den Zuschlag für den Mauerwerksbau. Die Bauzeit betrug ungefähr anderthalb Jahre, nämlich bis zum 28. Juni 1893. Die Schlusssteinlegung erfolgte unter Anwesenheit des Fürstenpaares von Schwarzburg-Rudolstadt und weiteren Ehrengästen. Ab dem 1. April 1894 wurden die Gleise auf dem Viadukt verlegt. Am 18. Juni desselben Jahres wurde es dem Verkehr übergeben.
Mit einer Gesamtlänge von 200 Metern, einer Höhe von 18 Metern und insgesamt 13 Bogen galt das Viadukt als eine der größten Eisenbahnbrücken seiner Zeit.